# Dreiband-Europameisterschaft 1950

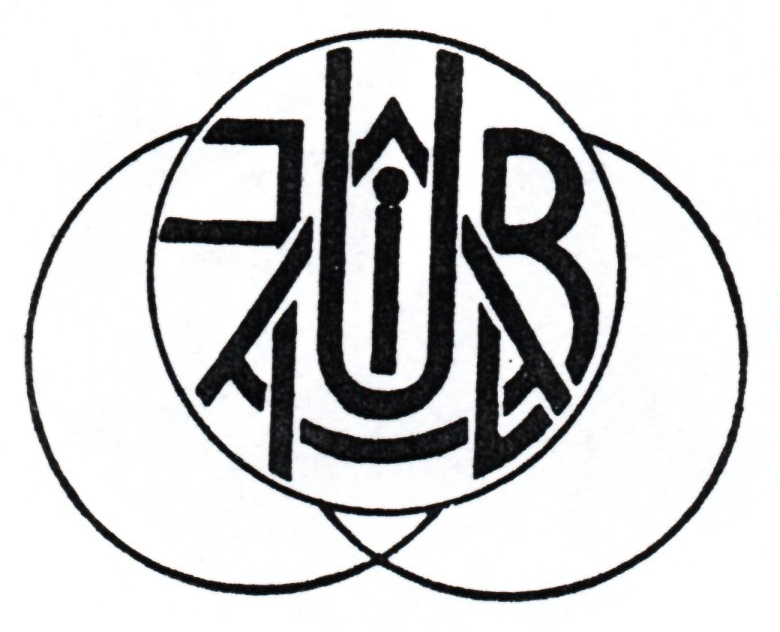
Logo UIFAB (ausrichtender Verband)

Die Dreiband-Europameisterschaft 1950 war das siebte Turnier in dieser Disziplin des Karambolage und fand vom 2. bis zum 5. März 1950 in Amsterdam statt.

## Geschichte
Die niederländische Metropole war zum dritten Mal nach 1932 und 1935 Austragungsort der EM. Die Teilnehmerzahl sank, zum ersten Mal nach 1947, wieder auf acht Spieler. Der Titelverteidiger Alfred Lagache aus Frankreich spielte zwar den besten Einzeldurchschnitt (BED) von 1,000, landete aber am Ende nur auf Platz 5. Zusammen mit dem Gewinner aus dem Gastgeberland, Bert Wevers, konnte er jedoch noch die höchste Turnierserie (HS) von 8 spielen. Die lag jedoch weit hinter dem bisherigen Rekord von 12 aus dem Jahr 1948. Der Generaldurchschnitt des Siegers Wevers lag mit 0,584 weit unter dem Turnierdurchschnitt von 0,629, was das schlechteste Gesamtergebnis seit 1935 war. Der Gewinner der ersten EM 1932, Alfred Aeberhard aus der Schweiz, konnte an diesen Erfolg nicht anknüpfen und wurde Letzter.

## Modus
Gespielt wurde „Jeder gegen Jeden“ bis 50 Punkte mit Nachstoß/Aufnahmegleichheit.

## Kurioses
Durchschnitt ist (nicht) alles! Der Niederländer Bert Wevers wurde bei der EM 1949 mit einem Generaldurchschnitt (GD) von 0,522 Letzter des Turniers. Beim diesjährigen Turnier konnte er den GD um 62 Tausendstel steigern und gewann mit 0,584 und 1951 steigerte er seinen GD um weitere 9 Tausendstel auf 0,593 und wurde … wieder Letzter!

## Abschlusstabelle

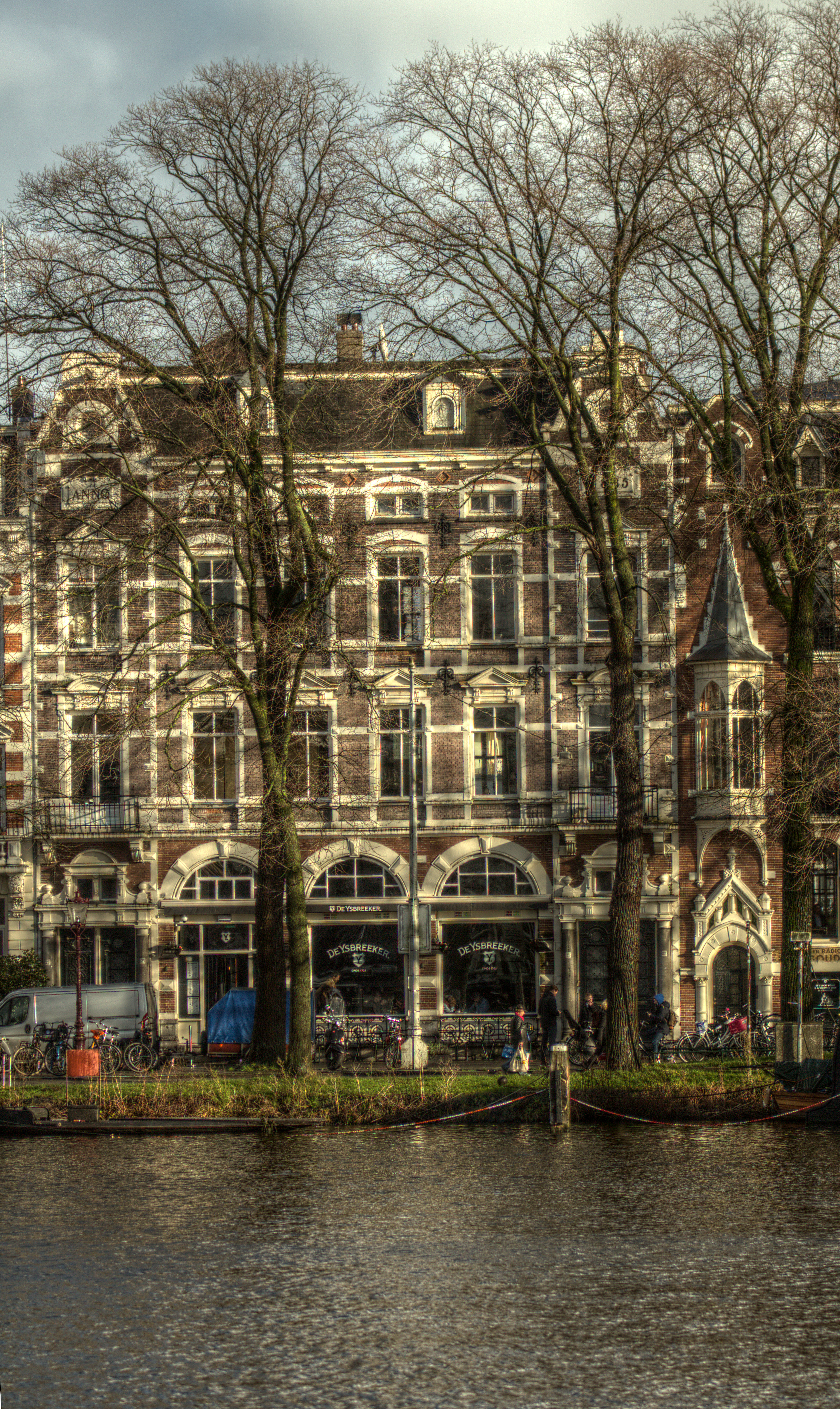
DeYsbreeker

| MP    | Match Points (Sieger = 2; Unentschieden = 1; Verlierer = 0) |
| Pkte. | Erzielte Karambolagen                                       |
| Aufn. | Benötigte Versuche                                          |
| GD    | Generaldurchschnitt                                         |
| BED   | Bester Einzeldurchschnitt eines Spielers                    |
| HS    | Höchstserie                                                 |
|       | Bester GD des Turniers                                      |
|       | Bester ED des Turniers                                      |
|       | Beste HS des Turniers                                       |
|       | 1. Platz (Gold)                                             |
|       | 2. Platz (Silber)                                           |
|       | 3. Platz (Bronze)                                           |

| Endklassement              | Endklassement        | Endklassement | Endklassement | Endklassement | Endklassement | Endklassement | Endklassement |
| Platz                      | Name                 | MP            | Pkte.         | Aufn.         | GD            | BED           | HS            |
| -------------------------- | -------------------- | ------------- | ------------- | ------------- | ------------- | ------------- | ------------- |
| 1                          | Bert Wevers          | 11:3          | 340           | 582           | 0,584         | 0,819         | 8             |
| 2                          | Bernard Siguret      | 10:4          | 320           | 475           | 0,673         | 0,925         | 6             |
| 3                          | Léonard Dessart      | 9:5           | 336           | 515           | 0,652         | 0,909         | 7             |
| 4                          | Joaquín Domingo      | 8:6           | 333           | 444           | 0,750         | 0,862         | 7             |
| 5                          | Alfred Lagache       | 8:6           | 324           | 441           | 0,734         | 1,000         | 8             |
| 6                          | Marc van der Spiegel | 4:10          | 304           | 467           | 0,650         | 0,892         | 6             |
| 7                          | Franz Engl           | 3:11          | 290           | 499           | 0,581         | 0,649         | 6             |
| 8                          | Alfred Aeberhard     | 3:11          | 225           | 505           | 0,445         | 0,704         | 5             |
| Turnierdurchschnitt: 0,629 |                      |               |               |               |               |               |               |